# Oppershausen
Oppershausen település Németországban, azon belül Türingiában. Lakosainak száma 280 fő (2023. december 31.).

## Népesség
A település népességének változása:
| Lakosok száma | 294  | 290  | 292  | 287  | 280  |
|               | 2017 | 2019 | 2021 | 2022 | 2023 |